# 維基百科的性別偏誤

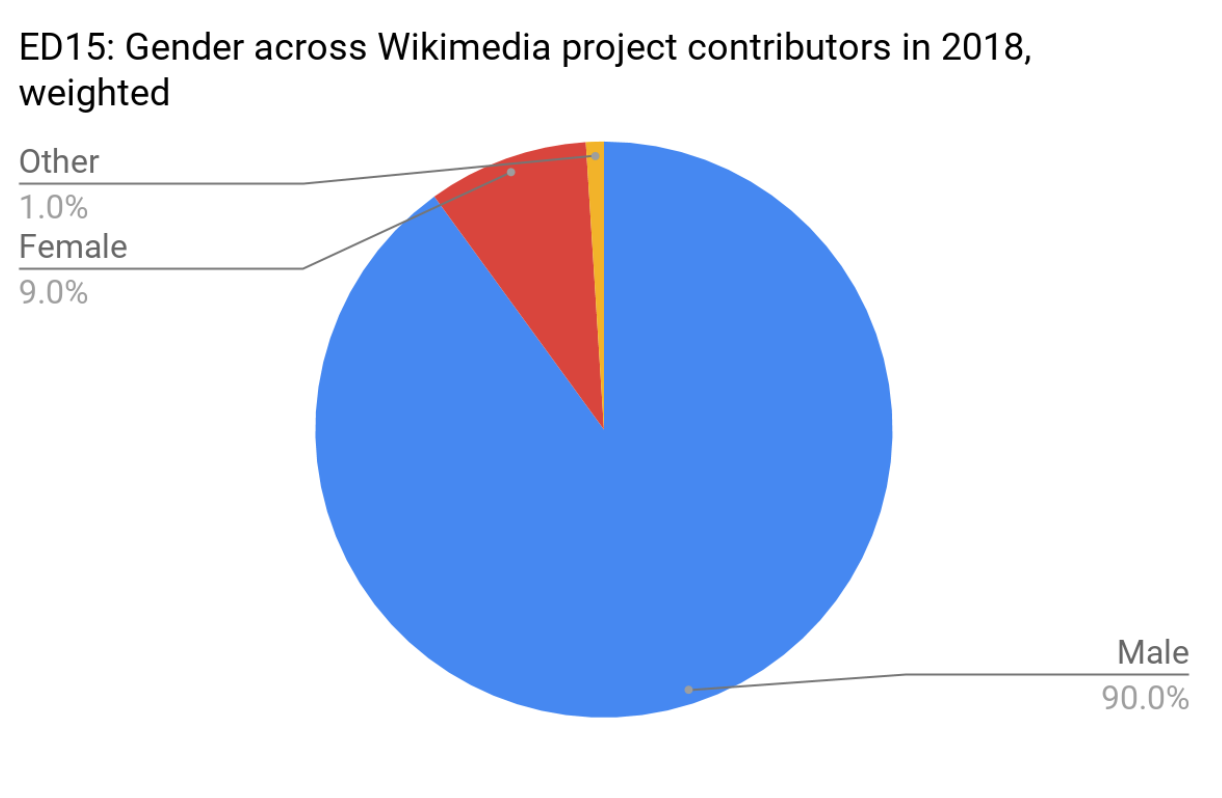
据维基媒体基金会在2018年的调查，维基人主要为男性。

維基百科的性別偏誤是一項針對維基百科的批評；認為在內容的質與量上都是有偏誤的，原因是大多數的維基百科編輯者都是男性。
這是對維基百科最常見的一種批評，也是對維基百科系統性偏見的一般性批評的其中一部分。維基百科的運行者維基媒體基金會同意這種批評，也不斷嘗試增加女性維基百科編輯者的數量。例如曾舉辦鼓勵女性參與，並增加女性主題條目的編輯松。

## 參與者的性別偏誤

### 研究結果
調查显示，維基百科的编者中，女性只佔了大約8.5-16%。 據此，一些學者和記者批評維基百科主要男性貢獻者， 關於女性或對女性重要的話題的条目很少。《紐約時報》曾指出，維基百科上的女性參與率，可能和其他「公共思想領導論壇（public thought-leadership forums）」的参与率在一条水平线上。 2009年，維基媒體基金會調查顯示，做过超過500次編輯的編者中，只有6%是女性；此外，男性编者的平均編輯次數，是女性编者的兩倍。
2010年，聯合國大學和聯合國大學馬斯垂克高新技術經濟及社會研究所（UNU-MERIT）共同提出了一份對全球維基百科調查的結果概述。 一篇於2011年1月30日《紐約時報》刊出的文章引用了這篇維基媒體基金會的合作成果，指出女性在維基百科的貢獻者中所佔比率，低於13%。時任基金會执行董事的蘇·加德納表示，增加編者的多樣性，攸關一部百科全書是否能夠「盡可能做到最好」。根據這篇研究的說法，可能對女性編輯形成阻力的因素，包括會讓人聯想到「吹毛求疵的黑客群體」的「過分較真者」，還有「对難以相處、具高度衝突性的人，甚至歧視者開放」的必要性。2013年，希爾（Hill）和蕭（Shaw）使用修正估计方法，對這份研究提出商榷，他們建議把這份調查中的數字上修，並更新現有的統計數字，他們給出的數字是美國成年女性的貢獻佔22.7%，全體女性為16.1%。
2011年2月，《紐約時報》以「維基百科上的女性在哪裡？」為主題，提出了一系列的意見。 其中資訊科學和語言學教授苏珊·C·贺琳表示，她對於維基百科貢獻者有性别差异並不感到驚訝。她說，維基百科條目「討論頁」中，討論文字的內容常常具有爭議性，對許多女性來說缺乏吸引力。 约瑟夫·M·里格尔同样反映说，“黑客精英文化”加上高度冲突的（少数）成员对社群气氛的不成比例的影响，会使其丧失吸引力。他说，“自由和开放的意识形态和言论可以被用来（a）掩盖对不当或冒犯性言论的担忧（b）把女性的参与度低理性归结为仅仅是她们个人偏好和选择的问题” 贾斯汀·卡塞尔说，虽然女性与男性一样知识渊博，能够维护自己的观点，“但在美国社会中，在辩论、争论和对自己的立场有力辩护方面，往往看到的还是男性的立场，而女性使用这些言语风格可能会引起负面评价。”
《国际通讯杂志》发表了Reagle和Lauren Rhue的研究报告，其中对英文维基百科和《大英百科全书》在线版上的成千上万个传记主题的覆盖率、性别表征和条目长度进行了研究。他们的结论是，总的来说，相比《大英百科》，维基百科条目的覆盖率更高，条目也更长，但在维基百科上，女性条目相比男性条目来说，较《大英百科》更容易缺失。也就是说，维基百科在人物传记的覆盖率压倒性胜过《大英百科》，但在男性传记方面尤其如此。同样，有人或许会说，《大英百科》未收录的人物在性别上比维基百科更均衡。在两篇文献中，条目长度都没有表现出因性别差异而有明显差异。
2011年4月，维基媒体基金会进行了第一次半年度维基百科调查。该调查表明9%的维基百科编辑是女性。调查还指出“与一些人的看法相反，我们的数据显示，很少有女性编辑觉得她们受到骚扰，或是觉得维基百科是一个性化的环境。” 然而，2011年10月的维基和开放合作国际研讨会上的论文发现有证据表明，维基百科可能有“一种可能阻碍女性参与的文化”。
2014年发表的一项研究发现，维基百科编者之间也存在“互联网技能差距”。作者发现，最有可能的维基百科贡献者是高技能男性，低技能编辑之间没有性别差异，并得出结论说，“技能差距”加剧了编辑之间的性别差距。
在2010–14年间，维基教育基金会项目安排的（把编辑维基百科作为课程的一部分的）大学课程参与者中，女性占61%。他们的贡献将维基百科内容从流行文化和STEM方向转移到人文社科方向。

2017年的一项研究发现，通过编辑一个类似维基百科的网站来参与实验的女性倾向于把其他编辑视为男性，并将其回复视为比其他性别中立编辑者更为挑剔的回应。研究得出结论认为：
……维基百科上可以看见的女性编者以及鼓励建设性的反馈可能会有助于缩小维基百科的性别差距。此外，匿名编辑比例相对较高，可能会加剧维基百科的性别差距，因为匿名可能常常被视为男性，而且更为挑剔。
福特和瓦杰曼的研究指出，对性别偏见的研究继续将问题视为女性的缺陷。相反，他们的中心论点是：女性主义技科学的基础建设研究使得性别分析水平进一步提高。它着眼于基础建设三个方面的问题：实施的内容方针、软件和法律框架。该研究表明通过改变知识生产文化，通过鼓励替代知识，减少编辑技术壁垒和降低维基百科方针的复杂性，可以取得进展。

### 原因

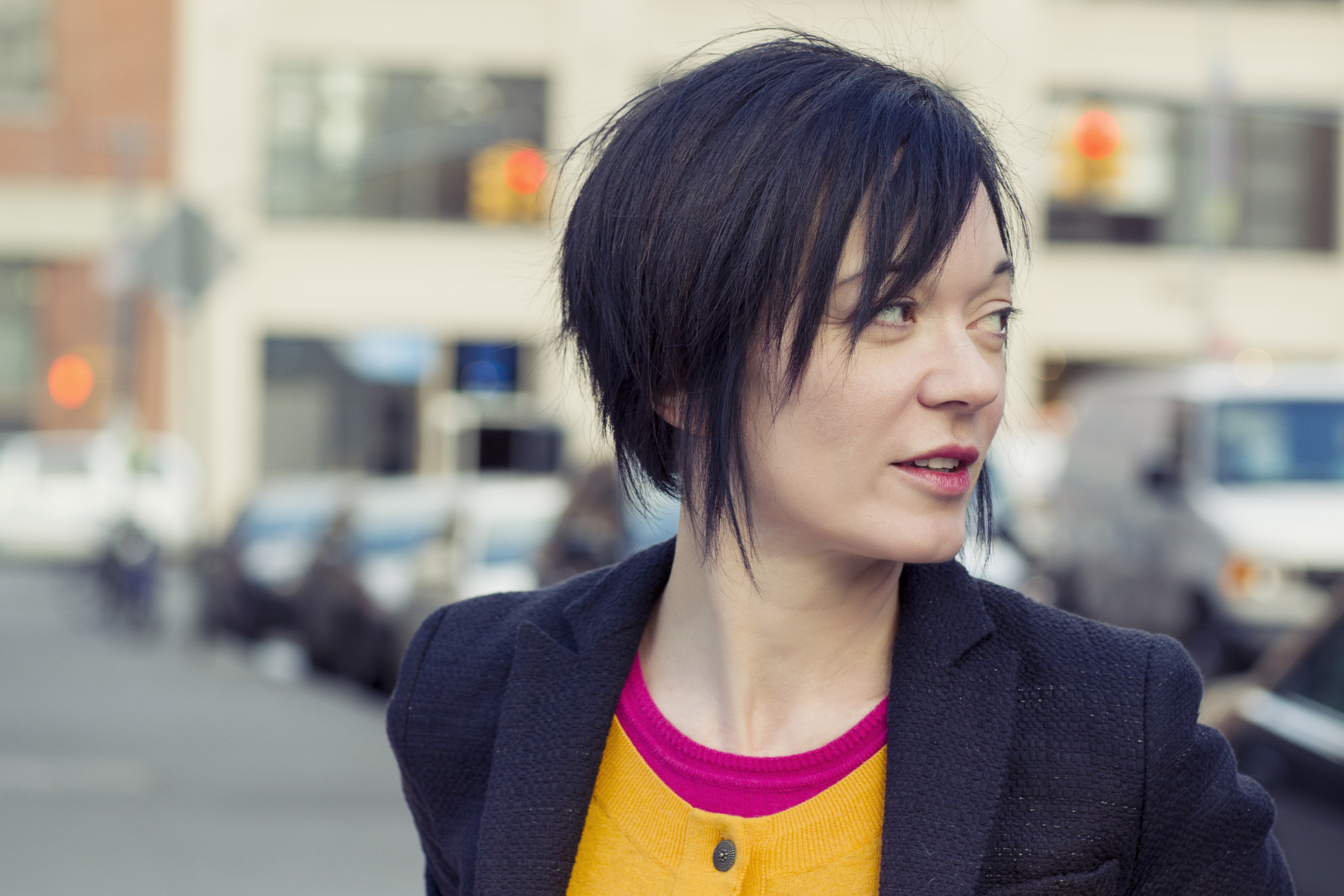
前维基媒体基金会的执行蘇·加德納给出了九个女性编者在维基百科上提出的，关于“為什麼女人不编辑维基百科”的原因。

有人提出了造成这种性别差异的几种原因。2010年的一项研究显示，维基百科女性参与率为13％，接近于其他“公共思想领导论坛”女性参与率的15％。 维基百科研究员Sarah Stierch认为，维基百科贡献者保持性别不公开是“相当常见的”。 不近人情的文化和对暴力和侮辱性语言的容忍也对性别差距起了推波助澜的作用。 根据2013年的一项研究，维基百科的性别差距的另一个原因是未能吸引和留住女性编辑，这对维基百科覆盖率造成了负面影响。
维基媒体基金会的前执行董事蘇·加德納列举了女性為什麼不编辑维基百科的九个理由，从维基百科的女性编者的评论中精选：
1. 编辑界面缺乏用户友好性
2. 没有足够的闲暇时间
3. 缺乏自信
4. 厌恶冲突（英语：Conflict avoidance），不愿参与冗长的编辑战
5. 认为她们的贡献很可能被撤销或删除
6. 觉得维基百科的整体气氛对女性不友善
7. 维基百科有关性的文化让人厌恶
8. 那些母语有语法性别的女性会不乐意被看作是男性
9. 相比其他网站建立社会关系以及受到欢迎的机会小

Lam等人认为，在维基百科上可能会有一种不包容女性的文化，这可能是因为以男性和女性为中心的主题存在差异，女性用户倾向于在社交和社群方面更加活跃，而女性新编者的编辑更可能被撤销，女性编者比例高的条目会更具争议性。
2014年7月，国家科学基金会宣布将花费20万美元来研究维基百科的系统性别偏差。该研究将由朱莉娅·亚当斯和汉娜·布鲁克纳领导。
一个值得关注的问题是，关于女性主题的条目更有可能被标记删除模板。

## 反应
维基媒体基金会认为至少自加德纳担任执行理事的2011年起，其项目中就存在着性别偏差。基金会确实进行了一些努力以解决此问题，但是加德纳对他们取得的成就表示失望。但是她也指出，女性的空闲时间通常非常有限，她们更倾向于去参加社交活动而非编辑维基百科。女性更多地将科技视为一种完成任务用的工具而非其本身就有趣的东西。 2011年，维基媒体基金会定下了一个目标，到2015年前要使其25%的贡献者是女性。 2013年8月，加德纳说：“我没有做到，我们没有做到，基金会没有做到。解决方案不会来自维基媒体基金会。”
在给杂志《Slate》写的文章中，希瑟·麦克唐纳将维基百科的性别不平衡称作“在不存在问题的情况下寻找误入歧途的解决方案”。她断言，“对于维基百科男女参与率的不同的最简单的、也是符合日常经验的解释就是，一般来说，男性和女性的兴趣不同，对如何利用空闲时间的偏好也不同。”
2014年8月，维基百科的联合创始人之一吉米·威尔士在BBC的采访中表示，维基媒体基金会计划在性别偏差问题上“加倍下注”。吉米·威尔士表示基金会将会开放更多的拓展项目并且在软件上做更多改变。

## 內容上的性別偏誤
英文維基在2021年約有1500萬篇人物條目，其中只有19%是女性。相較於男性人物條目，女性人物條目也比較容易被提報刪除。
研究者有針對英文維基以及其他五個語言的維基進行研究，女性人物條目的比例比其他比較的三個資料庫要高。不過，利用計算語言學的分析發現，條目中描述女性和男性的方式也有所不同，女性人物條目比較常出現有關性別和家庭的詞句。研究者認為這意味著維基百科的編輯將男性視為「預設性別」（若沒有特別說明，就假設是男性，以男性為基準）。另一個有關維基編輯方式的批評，是在2014年的《衛報》社論上，提到很難判斷「什麼重要」。他們注意到英文維基中的「色情女演員列表」要比「女科學家列表」要來的有組織。
英文維基百科的「劍橋公爵夫人凱薩琳的婚紗」條目在創作當天就被部分維基人以「這也能是維基百科條目？」「維基百科不是新聞速報」等理由提刪。吉米·威爾士表示在維基百科上有90個左右關於Linux发行版的條目，但時裝條目卻少得可憐，這反映了維基百科上存在系統性的偏見。
加拿大物理學家唐娜·斯特里克兰是2018年的諾貝爾物理學家得主之一，因為啁啾脈波放大而獲獎。但她在英文維基百科的專屬頁面直至她得獎後一個半小時才被建立。由於與斯特里克兰共享諾貝爾物理獎的熱拉爾·穆胡早在2005年就擁有個人頁面，因此這個事件也被認為涉及了女性歧視。

## 提升女性编辑地位的措施

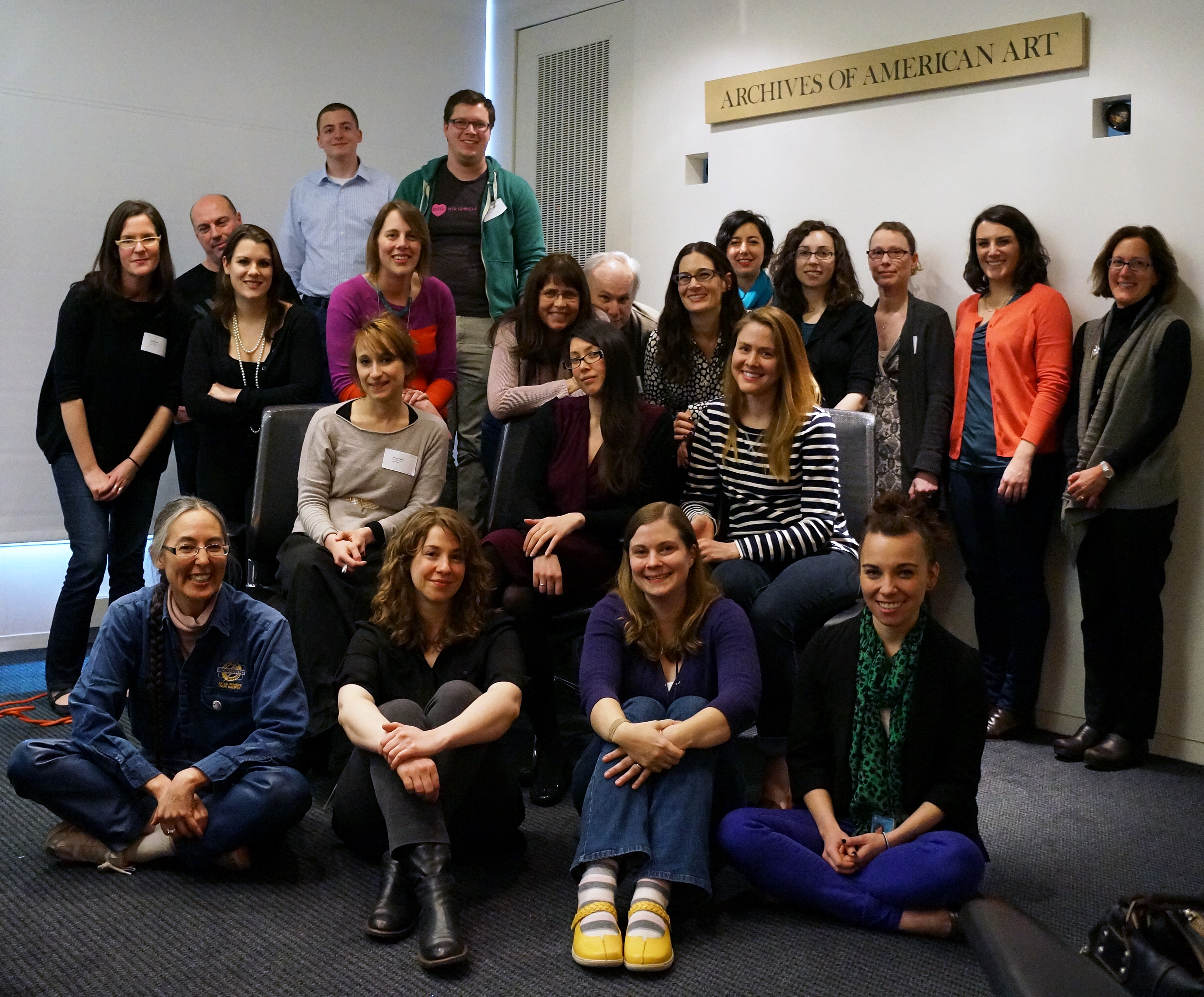
2013年举办于华盛顿的编辑松活动“艺术作品中的女性”的参与者

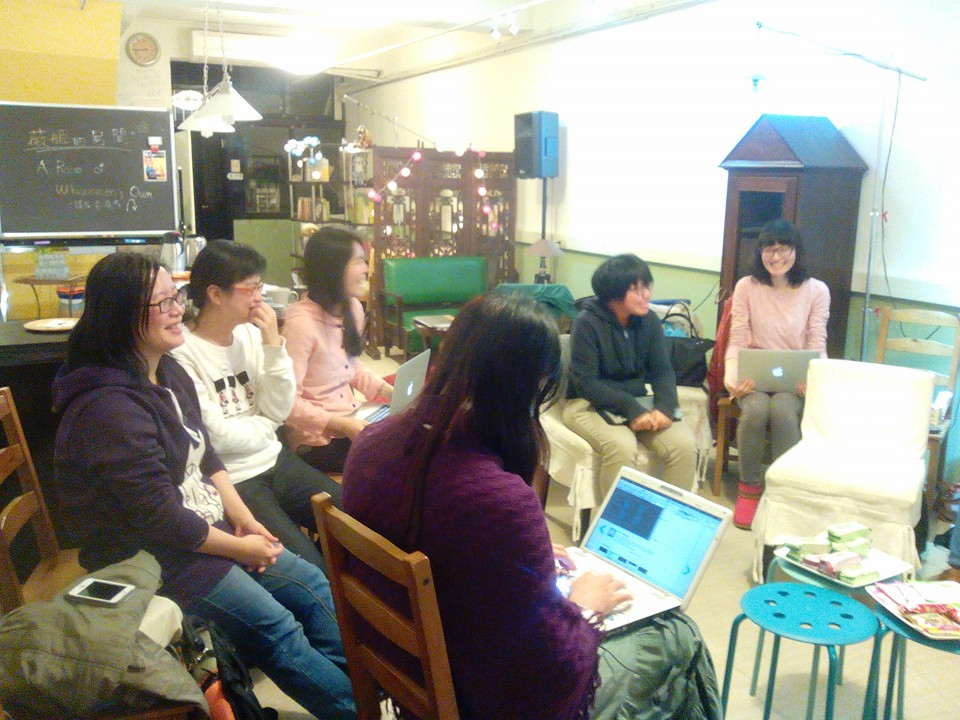
由中華民國維基媒體協會與台灣女子自由軟體工作小組（WoFOSS）聯合舉辦的薇姬人（女性維基人）活動－薇姬的房間

人们已经组织了一些专门的编辑松活动，来提升对维基百科中女性相关话题的覆盖率，并鼓励更多女性参与维基百科的编辑。 这些活动受到了维基媒体基金会的支持，有时基金会还会在这个过程中提供顾问和技术，以引导资历较浅的编辑者。近期的编辑松活动给出了一些特定的中心话题，诸如澳大利亚女性神经科学家和犹太历史中的女性。
可视化编辑器是维基媒体基金会资助的一个项目，它使人们可以以“所见即所得”（What You See Is What You Get，WYSIWYG）的方式编辑维基百科。据说此项目的部分目的即是减小维基百科的性别差距。
此外人们还启动了“维基茶馆”项目。该项目的目标是为新人提供一个更友好的环境，其中一个特别的目标也是促进女性参与维基百科。
2015年年初，一个关于为维基百科编者建立一个“女性专用”空间的提案受到了维基人的强烈抵制。

## 延伸阅读

### 媒体报道
- Bort, Julie. . Business Insider. 2014-02-15  [2014-08-09]. （原始内容存档于2014-08-31）.
- Filipacchi, Amanda. . New York Times (op-ed). 2013-04-24. （原始内容存档于2015-10-15）.
- Filipacchi, Amanda. . The Atlantic (Atlantic Monthly Group). 2013-04-30  [2014-08-09]. （原始内容存档于2014-09-15）.
- Gleick, James. . New York Review of Books (NYREV). 2013-04-29  [2013-11-19]. （原始内容存档于2013-11-05）.
- Kloppenburg, Julia; Buchem, Ilona; Ducki, Antje; Khayati, Sarah; Weichert, Nils. . Berlin: Wikimedia Deutschland. 2014  [2014-08-09]. ISBN 978-3-9816799-0-8.
- Knibbs, Kate. . The Daily Dot. 2014-02-10  [2014-04-30]. （原始内容存档于2014-05-02）.
- Leonard, Andrew. . Salon Media Group. 2013-04-29  [2014-08-09]. （原始内容存档于2013-04-30）.
- Morris, Kevin. . The Daily Dot. 2013-05-01  [2013-11-19]. （原始内容存档于2014-07-05）.
- Zandt, Deanna. . Forbes. 2013-04-26  [2013-11-19]. （原始内容存档于2013-10-30）.
- Zevallos, Zuleyka. . othersociologist.com. Zuleyka Zevallos. 2014-06-08  [2014-08-09]. （原始内容存档于2015-02-06）.
- . New York Times. 2011-02-02  [2014-08-09]. （原始内容存档于2014-07-15）. - Introduction and links to eight opinions.
- Paling, Emma. . The Atlantic. 2015-10-21  [2015-10-21]. （原始内容存档于2015-10-21）.

### 研究与建议
- Glott, Ruediger; Schmidt, Philipp; Ghosh, Rishab.  (PDF). March 2010  [2014-08-11]. （原始内容 (PDF)存档于2010-04-14）.
- Tripp, Dawn Leonard. . Anita Borg Institute.   [2015-02-06]. （原始内容存档于2015-02-09）.